# Hylesia wagneri
Hylesia wagneri är en fjärilsart som beskrevs av Eugène Louis Bouvier 1923. Hylesia wagneri ingår i släktet Hylesia och familjen påfågelsspinnare. Inga underarter finns listade i Catalogue of Life.